# Liacarus abdominalis
Liacarus abdominalis är en kvalsterart som beskrevs av Banks 1906. Liacarus abdominalis ingår i släktet Liacarus och familjen Liacaridae. Inga underarter finns listade i Catalogue of Life.